# Lijst van rijksmonumenten in Holwerd
De plaats Holwerd (Holwert) telt 15 inschrijvingen in het rijksmonumentenregister. Hieronder een overzicht. 
| Object | Oorspronkelijke functie?  | Bouwjaar                                     | Architect            | Locatie                   | Coördinaten?                  | Nr.?   | Afbeelding |
| --- | ------------------------- | -------------------------------------------- | -------------------- | ------------------------- | ----------------------------- | ------ | --- |
| Miedenmolen | Industrie- en poldermolen | 1855 1966 (rest.) 1978 (rest.) 1994 (rest.)  |                      | Miedweg bij 11            | 53° 20' 30" NB, 5° 55' 10" OL | 38696  | Meer afbeeldingen                                                                                                |
| Vier traveeën breed pand met omlijste ingang, zesruitsvensters, hoge verdieping met geblokte kroonlijst en dakkapel (ca. 1830 - 1907: Dokterswoning. 1919 - ca. 1985: Postkantoor) | Werk-woonhuis             | ca. 1830                                     |                      | Foarstrjitte 7            | 53° 22' 9" NB, 5° 53' 54" OL  | 38703  | Meer afbeeldingen                                                                                                |
| Breed pand met omlijste ingang, verdieping met zesruitsvensters en geprofileerde kroonlijst onder schilddak met hoekschoorstenen                                                   | Woonhuis                  | ca. 1850                                     |                      | Foarstrjitte 9            | 53° 22' 8" NB, 5° 53' 55" OL  | 38704  | Meer afbeeldingen                                                                                                |
| Pand met verdieping met negenruitsvensters onder zadeldak met voorschild met dakkapel en topschoorsteen met bord                                                                   | Woonhuis                  | ca. 1820                                     |                      | Foarstrjitte 15           | 53° 22' 7" NB, 5° 53' 56" OL  | 38705  | Pand met verdieping met negenruitsvensters onder zadeldak met voorschild met dakkapel en topschoorsteen met bord |
| Hervormde kerk, toren | Kerk en kerkonderdeel     | 1200-1250 verm. 1661 (spits) 1739 (herstel)  | C.B. Balk (1739)     | Tsjerkestrjitte 11        | 53° 22' 16" NB, 5° 53' 49" OL | 38706  | Meer afbeeldingen                                                                                                |
| Hervormde Sint-Willibrorduskerk | Kerk en kerkonderdeel     | 1776                                         |                      | Tsjerkestrjitte 11        | 53° 22' 16" NB, 5° 53' 48" OL | 38707  | Meer afbeeldingen                                                                                                |
| Pand met verdieping onder zadeldak tussen puntgevels met topschoorstenen | Woonhuis                  | 18e eeuw                                     |                      | Klokstrjitte 2            | 53° 22' 9" NB, 5° 53' 57" OL  | 38708  | Pand met verdieping onder zadeldak tussen puntgevels met topschoorstenen                                         |
| De Hoop | Industrie- en poldermolen | voor 1713 gerestaureerd in o.m. 1970 en 1996 |                      | Mûnereed 1A               | 53° 21' 52" NB, 5° 54' 8" OL  | 38709  | Meer afbeeldingen                                                                                                |
| Doopsgezinde kerk | Kerk en kerkonderdeel     | 1850                                         |                      | Stasjonswei 3             | 53° 22' 6" NB, 5° 54' 5" OL   | 38710  | Meer afbeeldingen                                                                                                |
| Vijf traveeën breed huis met omlijste ingang met aanzetkrullen tussen klokgevels onder zadeldak met dakkapel                                                                       | Woonhuis                  | 1720                                         |                      | Waling Dykstrastrjitte 25 | 53° 22' 4" NB, 5° 53' 59" OL  | 38711  | Vijf traveeën breed huis met omlijste ingang met aanzetkrullen tussen klokgevels onder zadeldak met dakkapel     |
| Terp | Archeologisch monument    | omstreeks begin jaartelling                  |                      | Miedwei                   | 53° 20' 52" NB, 5° 54' 25" OL | 45331  | Upload foto |
| Terp | Archeologisch monument    | omstreeks begin jaartelling                  |                      | Elba                      | 53° 21' 59" NB, 5° 55' 33" OL | 46230  | Upload foto |
| Uilsmahorn | Boerderij                 | 1911                                         | J. en J.W. Booijenga | Ternaarderwei 17          | 53° 22' 38" NB, 5° 55' 30" OL | 528045 | Uilsmahorn |
| Uilsmahorn, tuin en singel | Boerderij                 | 1911 (tuin, singel ouder)                    | L.S. Edema (tuin)    | bij Ternaarderwei 17      | 53° 22' 38" NB, 5° 55' 30" OL | 529113 | Upload foto |
| Uilsmahorn, voetgangersbrug | Boerderij                 | ca. 1930                                     |                      | bij Ternaarderwei 17      | 53° 22' 38" NB, 5° 55' 30" OL | 529114 | Upload foto |